# Uvaria smithii
Uvaria smithii este o specie de plante angiosperme din genul Uvaria, familia Annonaceae, descrisă de Adolf Engler. Conform Catalogue of Life specia Uvaria smithii nu are subspecii cunoscute.